# Cắt Seychelles
Cắt Seychelles (danh pháp hai phần: Falco araeus) là một loài chim lá thuộc chi Cắt trong họ Cắt. Đây là loài đặc hữu ở các đảo Seychelles. 

## Mô tả
Nó có thân dài 18–23 cm với sải cánh 40–45 cm. Cánh khá ngắn và tròn. Phía trên của con trống có màu nâu hơi đỏ với các đốm đen còn phía dưới không có đốm và màu da bò. Đầu và đuôi có màu xanh xám. Đuôi có màu xanh-màu xám với các thanh màu đen. Mỏ có tối và bàn chân và da gốc mỏ có màu vàng. Con mái có tương tự như những con trống về bề ngoài, nhưng lớn hơn một chút và nhạt màu. Chim chưa trưởng thành có đầu màu nâu sọc, đốm trên ngực và mũi đuôi màu da bò.